# Кожушкино
Кожушкино (также Кожушково) — село в Старополтавском районе Волгоградской области, в составе Новоквасниковского сельского поселения.
Село расположено на правом берегу реки Еруслан в 6 км севернее районного центра села Старая Полтавка.

## История
Основан как посёлок Кожушков в составе Новоузенского уезда Самарской губернии. Посёлок относился к Старополтавской волости. Согласно Списку населённых мест Самарской губернии 1910 года посёлок Кожушков населяли бывшие государственные крестьяне, преимущественно малороссы, православные, всего 204 мужчины и 209 женщин. В посёлке имелась земская школа. Земельный надел составлял 1635 десятин удобной и 503 десятины неудобной земли
С 1922 года — в составе Старополтавского кантона АССР немцев Поволжья.
28 августа 1941 года был издан Указ Президиума ВС СССР о переселении немцев, проживающих в районах Поволжья. Немецкое население АССР немцев Поволжья депортировано. Село в составе Старополтавского района отошло к Сталинградской области (с 1961 года — Волгоградской).

## Население
Динамика численности населения по годам:
| 1889 | 1910 | 1987 | 2002 |
| ---- | ---- | ---- | ---- |
| 295  | 413  | ≈50  | 74   |

| 2010 |
| ---- |
| 56   |